# Regio's van Peru
Peru is sinds 18 november 2002 onderverdeeld in 25 regio's (regiones; enkelvoud: región). Deze regio's zijn verdeeld in 196 provincies, die weer verdeeld zijn in 1874 districten.
De provincie Lima, waarin de hoofdstad Lima is gelegen, maakt geen deel uit van een regio maar is een zelfstandige provincie. De regio Callao bestaat uit één provincie, de vroegere zelfstandige provincie Callao. De stad Lima vormt samen met Callao de metropool Lima.

## Overzicht Regio's van Perú
| UBIGEO                                  | Regio         | Inwoners  | Oppervlakte | Provincies | Hoofdstad        |
| --------------------------------------- | ------------- | --------- | ----------- | ---------- | ---------------- |
| 01                                      | Amazonas      | 422.629   | 39.249 km²  | 7          | Chachapoyas      |
| 02                                      | Áncash        | 1.148.634 | 35.915 km²  | 20         | Huaraz           |
| 03                                      | Apurímac      | 458.830   | 20.896 km²  | 7          | Abancay          |
| 04                                      | Arequipa      | 1.287.205 | 63.345 km²  | 8          | Arequipa         |
| 05                                      | Ayacucho      | 688.657   | 43.815 km²  | 11         | Ayacucho         |
| 06                                      | Cajamarca     | 1.529.755 | 33.318 km²  | 13         | Cajamarca        |
| 07                                      | Callao        | 1.010.315 | 147 km²     | 1          | Callao           |
| 08                                      | Cuzco         | 1.316.729 | 71.987 km²  | 13         | Cuzco            |
| 09                                      | Huancavelica  | 494.963   | 22.131 km²  | 7          | Huancavelica     |
| 10                                      | Huánuco       | 860.537   | 37.021 km²  | 11         | Huánuco          |
| 11                                      | Ica           | 787.170   | 21.328 km²  | 5          | Ica              |
| 12                                      | Junín         | 1.350.783 | 44.327 km²  | 9          | Huancayo         |
| 13                                      | La Libertad   | 1.859.640 | 25.500 km²  | 12         | Trujillo         |
| 14                                      | Lambayeque    | 1.260.650 | 14.231 km²  | 3          | Chiclayo         |
| 15                                      | Lima          | 943.839   | 32.131 km²  | 9          | Huacho           |
| 16                                      | Loreto        | 1.039.372 | 368.852 km² | 8          | Iquitos          |
| 17                                      | Madre de Dios | 137.316   | 85.300 km²  | 3          | Puerto Maldonado |
| 18                                      | Moquegua      | 180.477   | 15.734 km²  | 3          | Moquegua         |
| 19                                      | Pasco         | 304.158   | 25.028 km²  | 3          | Cerro de Pasco   |
| 20                                      | Piura         | 1.844.129 | 35.892 km²  | 8          | Piura            |
| 21                                      | Puno          | 1.415.608 | 71.999 km²  | 13         | Puno             |
| 22                                      | San Martín    | 840.790   | 51.253 km²  | 10         | Moyobamba        |
| 23                                      | Tacna         | 341.838   | 16.076 km²  | 4          | Tacna            |
| 24                                      | Tumbes        | 237.685   | 4.669 km²   | 3          | Tumbes           |
| 25                                      | Ucayali       | 495.522   | 102.400 km² | 4          | Pucallpa         |
| Bronnen: oppervlakte en inwoners (2015) |               |           |             |            |                  |

| Kaart            |
| ---------------- |
| Regio's van Peru |
| Regio's van Peru |